# 黃仁 (臺灣政治人物)
黃仁（1962年4月13日—），中華民國政治人物，中國國民黨籍，臺東縣阿美族人，現任立法委員，曾任第16屆臺中市（省轄市）議員、第1、3－4屆臺中市（直轄市）議員，也曾兩度遭解除議員職務。2024年，代表國民黨競選平地原住民選舉區立法委員並當選。

## 早年
黃仁出生於臺東縣長濱鄉的阿美族部落，求學時期就讀當地竹湖國小、新生國小、長濱中學及高雄岡山空軍航空技術學院專科部。在國立臺北大學結業後，陸續於環球科技大學企管系完成學士及碩士學位。畢業後定居於台中地區，曾擔任台中市部落大學校長、台中市原住民體育總會理事長、環球科技大學校友會理事長及校務顧問等職務。

## 政治生涯

### 臺中市議員
黃仁在2005年時以親民黨籍首次參選台中市議員，落選。但因原當選人羅春蘭涉及幽靈人口案件，經臺中高院判決當選無效定讞。故在2006年9月12日，黃仁遞補當選議員。
隔年6月29日，黃仁也涉及幽靈人口案件，經臺中地院判決當選無效。10月9日，黃仁更一審上訴遭臺中高院駁回，全案定讞，並於當日解除議員職務。
2010年時，黃仁以國民黨籍再次參選台中市議員，當選。但在2014年2月21日時，黃仁因違反《公職人員選舉罷免法》，經最高法院判刑1年、褫奪公權3年確定，並於當日解除議員職務。
2018年，黃仁再次參選台中市議員，競選期間極力推動設置原住民民俗公園。提出落實原住民長照計劃、增建原住民族商城市場、爭取原住民學費全額補助等政見。後順利擊退欲尋求連任的親民黨籍洪金福勝選。
2019年8月7日，中國國民黨中常會提名徵召為2020年第10屆平地原住民選區立法委員候選人，主要競爭對手為民主進步黨籍現任立委陳瑩。提出建蓋專屬原住民社會住宅、監督落實原住民族基本法、爭取全國原住民55歲以上老人健保全額補助、設置原住民完全中學、修法保障原住民勞權等政見。競選過程中，其競選幹部被指控賄選，最終黃仁也並未當選。
2020年4月，台中地檢署搜索黃仁與妻子王春梅住處等四個地點，以釐清二人是否有侵占助理費之犯嫌。黃仁在交保後否認了檢方的指控，王春梅則是遭到起訴。
2022年再次連任台中市議員。

### 立法委員
因黨內立委廖國棟涉入SOGO案，國民黨改提名黃仁競選第十一屆平地原住民立委，並順利當選。
2024年4月，與傅崐萁及其他16名中國國民黨籍立法委員赴中國大陸參訪，並會見中國共產黨中央政治局常委、政協主席王滬寧和國台辦主任宋濤等人。

## 選舉紀錄
| 年度 | 選舉屆數               | 選舉區             | 所屬政黨   | 得票數 | 得票率 | 當選標記 | 備註              |
| ---- | ---------------------- | ------------------ | ---------- | ------ | ------ | -------- | ----------------- |
| 2005 | 第十六屆臺中市議員選舉 | 臺中市第七選舉區   | 親民黨     | 304    | 35.72% |          | 遞補當選 選舉無效 |
| 2010 | 第一屆臺中市議員選舉   | 臺中市第十五選舉區 | 中國國民黨 | 1,619  | 39.91% | 因案解職 |                   |
| 2018 | 第三屆臺中市議員選舉   | 臺中市第十五選舉區 | 中國國民黨 | 1,957  | 38.66% |          |                   |
| 2020 | 第十屆立法委員選舉     | 平地原住民選舉區   | 中國國民黨 | 15,158 | 12.44% |          |                   |
| 2022 | 第四屆臺中市議員選舉   | 臺中市第十五選舉區 | 中國國民黨 | 1,695  | 35.82% |          |                   |
| 2024 | 第十一屆立法委員選舉   | 平地原住民選舉區   | 中國國民黨 | 20,087 | 16.87% |          |                   |

## 軼事
- 2024年2月1日，於立法院第十一屆委員宣誓就職前，在議場入口的背板正中央手寫簽名，引發矚目[32][33][34]。黃仁受訪表示，他以為背板是新科立委簽名的地方，後已自行清除。

## 外部連結
- 黃仁的Facebook專頁